# هانس-هنریک اورستد
هانس-هنریک اورستد (دانمارکی: Hans-Henrik Ørsted؛ زادهٔ ۱۳ دسامبر ۱۹۵۴) دوچرخه‌سوار اهل دانمارک است.
وی در مسابقات کشوری و بین‌المللی در مجموع برندهٔ ۳ مدال طلا، ۳ مدال نقره، ۳ مدال برنز شده‌است.